# Curse of the Swamp Creature
Curse of the Swamp Creature è un film per la televisione del genere horror fantascientifico statunitense del 1966 diretto da Larry Buchanan. È il remake di Voodoo Woman (1957).

## Trama
Nel profondo delle paludi del Texas lo scienziato pazzo Simond Trent sta conducendo esperimenti sui locali nel tentativo di scoprire il segreto dell'evoluzione. Barry Rogers, un geologo, e il suo gruppo si mettono alla sua ricerca e quando lo trovano scoprono che lo scienziato sta mettendo in pratica le usanze vudù dei nativi del luogo per creare un essere mutante. A tal fine cattura Brenda, compagna di Barry, e la trasforma in un orribile mostro anfibio.

## Produzione
Il film fu prodotto dalla Azalea Pictures, girato in Texas e diretto dal regista e produttore di B-movie Larry Buchanan. La musica è prodotta da Ronald Stein ed è riciclata da It Conquered the World e da Invasion of the Saucer Men. Gli effetti speciali e il costume del mostro sono stati realizzati da Jack Bennett, esperto di effetti speciali allora agli albori della propria carriera.

## Distribuzione
Il film fu distribuito dalla American International Television in syndication nel 1966. Si tratta di un remake a colori di Voodoo Woman (1957), pellicola in bianco e nero distribuita nel decennio precedente dalla stessa American International Pictures. Curse of the Swamp Creature faceva parte di un pacchetto di produzioni a basso costo affidate all'Azalea Productions di Buchanan che aveva lo scopo di redistribuire remake a colori di film in bianco e nero per la trasmissione in syndication sulla rete televisiva della compagnia, American International Television.
Negli anni novanta fu distribuito in VHS dalla Something Weird Video e nel 2005 e nel 2006 in DVD dalla BijouFlix Releasing e dalla Elite Entertainment.
La pellicola è entrata nel pubblico dominio negli Stati Uniti.